# Storytelling (Jean-Luc Ponty)
Storytelling è un album in studio del musicista francese Jean-Luc Ponty, pubblicato nel 1989.

## Tracce
1. In the Fast Lane – 4:09
2. Tender Memories – 5:20
3. Spring Episode – 5:52
4. Pastoral Harmony – 4:22
5. The Storyteller – 4:26
6. The Amazon Forest – 4:27
7. After the Storm – 4:21
8. A Journey's End – 4:24
9. Chopin Prelude No. 20 (with violin improvisation) – 2:59